# Yakovlev Yak-54
Lo Yakovlev Yak-54 (in caratteri cirillici Яковлев Як-54) è un monomotore biposto ad ala media con capacità acrobatiche progettato dall'OKB 115 Jakovlev diretto da Aleksandr Sergeevič Jakovlev e sviluppato in Unione Sovietica nei tardi anni ottanta.
Destinato a sostituire lo Yak-56, a sua volta sviluppo biposto dello Yakovlev Yak-55M e rimasto allo stadio di prototipo, venne proposto sul mercato internazionale nei primi anni novanta dalla A. S. Yakovlev Design Bureau, nuova designazione dell'azienda avvenuta dopo la dissoluzione dell'Unione Sovietica.
Pur se realizzato in configurazione biposto e doppi comandi da addestramento ed indirizzato alla formazione dei piloti acrobatici, grazie alla sua leggerezza venne utilizzato nelle competizioni aeronautiche con buoni risultati.

## Storia del progetto
Era parte di una nuova generazione di aerei acrobatici progettati dall'ufficio progettazione Yakovlev, che aveva una iniziato una lunga serie di progetti di aerei nel 1937 con lo UT-2/AIR-10. Rappresenta lo sviluppo del monoposto Yakovlev Yak-55M progettato dal capo costruttore Dmitry Drach e dal capo ingegnere Vladimir Popov; il primo volo risale al 23 dicembre 1993. Venne prodotto dalla Saratov Aviation Facility insieme con la JSV "Gorky U-2" fino al 2005, quando la produzione venne spostata presso lo stabilimento "Progress" della Arsenyev Aviation Company ad Arsen'ev.

## Prestazioni
A completamento delle informazioni riportate nella tabella sinottica a lato:
- Angolo di rollio: 345 gradi al secondo
- Elica: tre pale

## Versioni
Yak-54
prima versione avviata alla serie.
Yak-54M
sviluppo dello Yak-54.